# Бартоломеус Фридрих фон Байхлинген
Бартоломеус Фридрих фон Байхлинген (на немски: Bartholomäus Friedrich von Beichlingen; Bartholomes Friedrich; † 20 май 1567 в Гебезе) е последният граф от рода на графовете на Байхлинген в Тюрингия.

## Биография
Той е най-малкият син на граф Адам фон Байхлинген (1460 – 1538) и втората му съпруга ландграфиня Катарина фон Хесен (1495 – 1525), дъщеря на ландграф Вилхелм I фон Хесен (1466 – 1515) и принцеса Анна фон Брауншвайг-Волфенбютел (1460 – 1520). Фамилията му живее в замък Крайенбург и в дворец Гебезе.
Бартоломеус Фридрих е домхер в Кьолн и Халберщат и рицарски собственик на имоти в Кройцбург и Гебезе. През 1532 г. се разширява църквата Св. Лауренций в Гебезе, с камъни от капелата, строена от Св. Бониваций († 754). През 1555 г. той назначава в цървата Св Лауренций в Гебезе първия лутерски предигер Николаус Ерих от Вайсензе. През 1564 г. в Гебезе има чума и умират 331 жители.
Бартоломеус Фридрих умира без мъжки наследник на 20 май 1567 г. в Гебезе, Тюрингия. Погребан е в църквата Св. Лауренций в Гебезе.

## Фамилия
Бартоломеус Фридрих се жени ок. 21 октомври 1558 г. за Зерапия фон Йотинген-Йотинген († сл. 31 август 1572), дъщеря на граф Лудвиг XV фон Йотинген-Йотинген (1486 – 1557) и графиня Мария Салома фон Хоенцолерн-Хайгерлох (1488 – 1548). Те нямат деца.

## Галерия
- Дворец Гебезе, ок. 1860
- Дворец Байхлинген (2006)
- Замък Крайенбург, 1516 – 1567, последната резиденция на графовете на Байхлинген
- Църквата Св. Лауренций в Гебезе